# Michael Oberguggenberger
Michael Oberguggenberger (* 10. September 1953 in Innsbruck) ist ein österreichischer Mathematiker, Professor am Institut für Grundlagen der Bauingenieurwissenschaften der Universität Innsbruck.
Oberguggenberger studierte von 1972 bis 1979 Mathematik und Physik an der Universität Innsbruck. Danach wechselte er an die Duke University, wo er 1982 bei Michael C. Reed promovierte. Danach kehrte er zurück nach Innsbruck, wo er sich 1987 habilitierte. Er arbeitet auf dem Gebiet der Partiellen Differentialgleichungen und der Theorie der Distributionen.
Im Jahr 1993 erhielt er den Förderungspreis der Österreichischen Mathematischen Gesellschaft. 
Er spielt Bass im Rock- und Blues-Umfeld.

## Schriften (Auswahl)
- Multiplication of distributions and applications to partial differential equations, Pitman Research Notes in Mathematics Series, 259. Longman Scientific & Technical, Harlow, 1992, ISBN 0-582-08733-3
- mit Elmer E. Rosinger: Solution of continuous nonlinear PDEs through order completion, North-Holland Mathematics Studies, 181. North-Holland Publishing Co., Amsterdam, 1994, ISBN 0-444-82035-3
- mit Michael Grosser, Michael Kunzinger und Roland Steinbauer: Geometric Theory of Generalized Functions with Applications to General Relativity, Mathematics and its Applications Bd. 537, Kluwer, 2001, ISBN  978-1-4020-0145-1
- mit Alexander Ostermann: "Analysis für Informatiker", 2te Aufl., Springer, Berlin, 2009 ISBN 978-3-540-89823-8